# Cinema (canal de televisão)
"Cinema" é um canal de televisão em língua russa que faz parte da Цифровое телевидение na TV Digital. O conceito do canal de TV a partir de 1 de fevereiro de 2017 é o cinema europeu do século XX.

## História
"Park Entertainment" como era conhecido em 2016 começou a transmitir em 1 de novembro de 2006 e passou a transmitir 24 horas por dia em 1 de setembro de 2010.
Até janeiro de 2015, era dedicado ao showbiz, à música, ao cinema e à vida das celebridades, mas após a mudança da marca em fevereiro de 2015, o conceito foi mudado "do zero" e a transmissão consistia em shows de entretenimento, concertos e musicais.
Em 1 de janeiro de 2017, foi lançado um programa diário chamado "Cinéma", que transmitia os maiores sucessos do cinema mundial do século XX. Um mês depois, o canal foi rebatizado com um novo nome, "Синема" (em português Cinema), e dedicado inteiramente aos filmes europeus do século XX.

## Radiodifusão
Está presente em algumas cidades em redes de TV a cabo, incluindo NKS/Tvoe TV, Beeline TV, MTS Home TV, Rostelecom, Cosmos TV (Bielorrússia), Volya Cable (Ucrânia) e Alma TV (Cazaquistão). O canal transmite diariamente das 21:00 às 00:00 horas.

## Editores-chefe
- Khatuna Jalilova (2015-2016)[8]
- Ivan Kudryavtsev (desde 2017)[1]

## Programas (1 de novembro de 2006 - 31 de janeiro de 2015)
- "DVD total com Anton Fedotov" (em russo: Total DVD с Антоном Федотовым)
- "13 minutos com a Macedônia" (em russo: 13 минут с Македонской)
- "O ABC do Rock" (em russo: Азбука рока)
- "Os Sete Magníficos com David Schneiderov" (em russo: Великолепная семёрка с Давидом Шнейдеровым)
- "Toda aquele rock com Yuri Spiridonov" (em russo: Весь этот рок с Юрием Спиридоновым)
- "Hora e lugar com Irina Ross" (em russo: Время и место с Ириной Росс)
- "Liga Principal com David Schneiderov" (em russo: Высшая лига с Давидом Шнейдеровым)
- "Neste dia" (em russo: В этот день)
- "Som ao vivo" (em russo: Живой звук)
- "História da criação" (em russo: История создания)
- "A propósito" (em russo: Кстати)
- "Culto" (em russo: Культ)
- "Lirismo com David Schneiderov" (em russo: Лицедейство с Давидом Шнейдеровым)
- "Classe mestre" (em russo: Мастер-класс)
- "Um caso gentil com Yulia Mamina e Stalik Hankishiev" (em russo: Неженское дело с Юлией Маминой и Сталиком Ханкишиевым)
- "Notícias" (em russo: Новости)
- "Uma conversa franca" (em russo: Откровенный разговор)
- "Sobre estilo com Natalia Popova" (em russo: Про стиль с Натальей Поповой)
- "A jornada de um amador" (em russo: Путешествие дилетанта)
- "Uma ocasião social" (em russo: Светский раут)
- "O teatro começa... com David Schneiderov" (em russo: Театр начинается… с Давидом Шнейдеровым)
- "Sucesso na cidade grande com Irina Hakamada" (em russo: Успех в большом городе с Ириной Хакамадой)
- "O Show Shop com Alexander Gelin" (em russo: Шоу Shop с Александром Гелиным)

## Programas (1 de fevereiro de 2015 - 31 de janeiro de 2017)
- "A América está em busca de talentos" (em russo: Америка ищет таланты)
- "Histórias estelares" (em russo: Звёздные истории)
- "Londres ao vivo" (em russo: Лондон в прямом эфире)
- "Etapa principal" (reprise) (em russo: Главная сцена)
- "Música de porão" (em russo: Музыка из подвала)
- "Concertos" (em russo: Концерты)
- "Festivais" (em russo: Фестивали)
- "Dançando com as estrelas" (reprise) (em russo: Танцы со звёздами)
- "Lendas do rock" (em russo: Легенды рока)
- "História do videoclipe" (em russo: История видеоклипа)
- "Um a um!" (reprise) (em russo: Один в один!)
- "Eu posso fazer isso!" (reprise) (em russo: Я смогу!)
- "Eurovision" (reprise) (em russo: Евровидение)

## Prêmios
Prêmio "Golden Ray 2011" como o melhor canal de entretenimento.